# Бэттл, Тайс
Тайс Акили Бэттл (англ. Tyus Akili Battle; род. 23 сентября 1997, Ливингстон, штат Нью-Джерси, США) — американский профессиональный баскетболист, играющий на позиции атакующего защитника.

## Карьера
После окончания школы Бэттл провёл 3 сезона в NCAA в составе команды Сиракузского университета. В сезоне 2018/2019 его статистика составила 17,2 очка, 2,5 передачи, 3,3 подбора и 1,1 перехват.
В сезоне 2019/2020 Бэттл выступал за «Айову Вулвз» в G-Лиге. В 43 играх Тайс набирал 8,1 очка, 3,4 подбора и 1,2 передачи.
В июле 2020 года Бэттл перешёл в «Енисей». В 24 матчах Единой лиги ВТБ статистика Тайса составила 12,6 очка, 3,8 подбора и 2,6 передачи.
14 февраля 2021 года Бэттл принял участие в конкурсе по броскам сверху на «Матче всех звёзд» Единой лиги ВТБ. В финале конкурса Тайс победил Александра Петенёва по оценкам жюри.
В июле 2021 года Бэттл стал игроком «Динамо» (Сассари).

## Сборная США
В 2014 году Бэттл стал победителем чемпионата мира (до 17 лет) в составе юношеской сборной США.

## Достижения
- Победитель чемпионата мира (до 17 лет): 2014